# Kristályfalu
Kristályfalu (1899-ig Richwald, szlovákul Veľká Lesná, korábban Rychvald, németül Reichwald) község Szlovákiában, az Eperjesi kerület Ólublói járásában.

## Fekvése
Ólublótól 27 km-re nyugatra, az Erdész-patak völgyében fekszik.

## Nevének eredete
Magyar neve onnan származik, hogy itt tiszta, szabályos kristályok találhatók.

## Története
1323-ban „Richvald” néven a Görgey család oklevelében említik először. A falu a 14. században keletkezett a német soltészjog alapján. A Görgey család birtoka, majd a század közepén a krakkói Waldorff család tulajdonába került. 1403-ban Waldorff Pál a vöröskolostori barátokra hagyta. Margorican nevű falurészén feküdt a középkori Szentmargit falu. A hagyomány szerint a Szepességben itt termesztettek először burgonyát. 1598-ban az adóösszeírásban 27 házat számláltak a faluban. Később, a 18. század végén üveghuta is működött itt. 1787-ben 99 házában 737 lakos élt.
A 18. század végén Vályi András így ír róla: „RICHVALD. Rechvald. Tót falu Szepes Várm., lakosai katolikusok, fekszik Lekniczhez nem meszsze, ’s üveghutája nevezetesíti.”
1828-ban 129 ház állt a faluban 932 lakossal. Lakói hagyományosan földműveléssel, állattartással és erdei munkákkal foglalkoztak. 1831-ben a kolerajárványnak 58 lakos esett áldozatul.
Fényes Elek 1851-ben kiadott geográfiai szótárában így ír a faluról: „Richvald, tót falu, Szepes vmegyében, 873 kath., 8 zsidó lak. Kath. paroch. templom. Vizi malmok. A Magura hegyén fája, legelője elég. F. u. a Matyasovszky és Almásy nemzetségek. Ut. p. Lőcse.”
1869-ben 722 lakosa volt. A 19. század végén a sanyarú életkörülmények miatt sok lakója kivándorolt a tengerentúlra. A trianoni diktátumig Szepes vármegye Szepesófalui járásához tartozott.
A második világháború idején területén élénk partizántevékenység folyt.

## Népessége
| Év:            | 1994. | 2004.    | 2014.   | 2024.   |
| -------------- | ----- | -------- | ------- | ------- |
| Emberek száma: | 414   | 494      | 478     | 498     |
| Eltérés:       |       | +19,32 % | -3,23 % | +4,18 % |

| Év:            | 2023. | 2024.   |
| -------------- | ----- | ------- |
| Emberek száma: | 493   | 498     |
| Eltérés:       |       | +1,01 % |

1910-ben 576, túlnyomórészt szlovák lakosa volt.
2001-ben 471 lakosából 467 szlovák volt.
2011-ben 473 lakosából 467 szlovák.

## Nevezetességei
- Keresztelő Szent Jánosnak szentelt római katolikus plébániatemploma a 14. század elején épült kora gótikus stílusban. A 17. és a 18. században barokk stílusban építették át, belsejét 16. századi freskók díszítik.
- A templom mellett közel 400 éves apró levelű hársfa áll.
- Klasszicista úti kápolna a 19. századból, oltára a 18. század második felében készült.